# 光触寺 (鎌倉市)
光触寺（こうそくじ）は、神奈川県鎌倉市十二所に所在する時宗の寺院で、山号は岩蔵山、院号を長春院という。創建は弘安元年（1278年）で、開山は作阿上人、開基は一遍上人と伝えられている。本尊は阿弥陀三尊で、中尊の阿弥陀如来像は頬焼阿弥陀（ほおやきあみだ）として知られる。
鎌倉三十三観音霊場第7番、鎌倉二十四地蔵霊場第5番、鎌倉六阿弥陀第6番札所。藤沢市清浄光寺末。

## 歴史
光触寺に伝わる鎌倉時代中後期の絵巻『頬焼阿弥陀縁起』の詞書に、当寺本尊阿弥陀如来の由来について次のようにある。鎌倉時代の始め頃、将軍の招きで鎌倉に来ていた仏師雲慶（運慶）は、町局（まちのつぼね）という女性の求めにより阿弥陀三尊像を刻んだ。ある時、町局に仕えていた万歳法師なる素行不良の僧が盗みの容疑をかけられ、頬に「くつわの水つき」によって焼印を押されたが、法師の頬には焼痕が残らない。その後、町局の夢に阿弥陀仏が現れ、「なぜ、私の頬に火印を押すのか」と言った。朝になってみると、阿弥陀仏の頬に焼痕が残っており、修復を21度試みてもかなわなかったという。

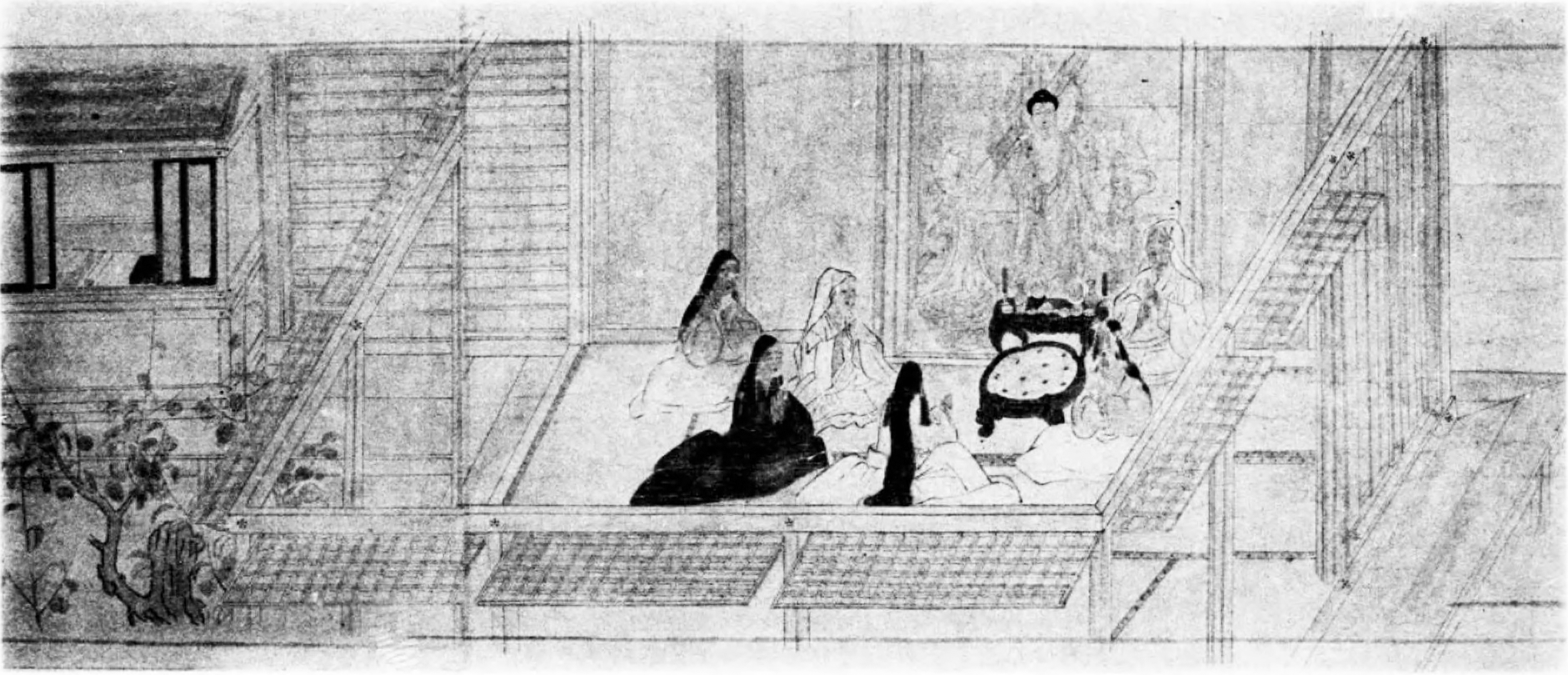
頬焼阿弥陀縁起（一部）

その後、町局は出家して比企ヶ谷の西部に岩蔵寺という真言宗寺院を建立、この阿弥陀三尊像を本尊として安置したので、由縁により寺院は火印堂（かなやきどう）と呼ばれたと伝えられる。この縁起は、絵図と同じく鎌倉時代中後期に成立した無住道暁の仏教説話集『沙石集 巻第二ノ三』に、細部の異同はありながら「弥陀ノ利益事」として同様の説話が載っている。
岩蔵寺と当寺についての直接の資料は前述の絵巻物を除いて残っておらず明らかでないが、弘安元年（1278年）に現在地へと移ったとされ、その後第3代住持が一遍に帰依して作阿弥陀仏（作阿）と改名。一遍を開基に迎え、寺号の岩蔵を山号とし、光触寺へと改称したという。江戸初期には藤澤山（藤沢山）とも称した。
寺域は移転より長らく無事であったが、元禄年間（1688年 – 1704年）に起きた大地震により寺が崩れており、22代住持の含了により中興されている。また、安政年間（1854年 – 1860年）の大地震や突風により再び倒壊した際には、33代住持の大純により中興されている。現存の本堂が安政6年3月（1859年4月）上棟とする。堂は37代住持広道の任期において1923年（大正12年）9月1日の関東大震災の折に傾斜したが、翌1924年（大正13年）には修復されている。

## 境内

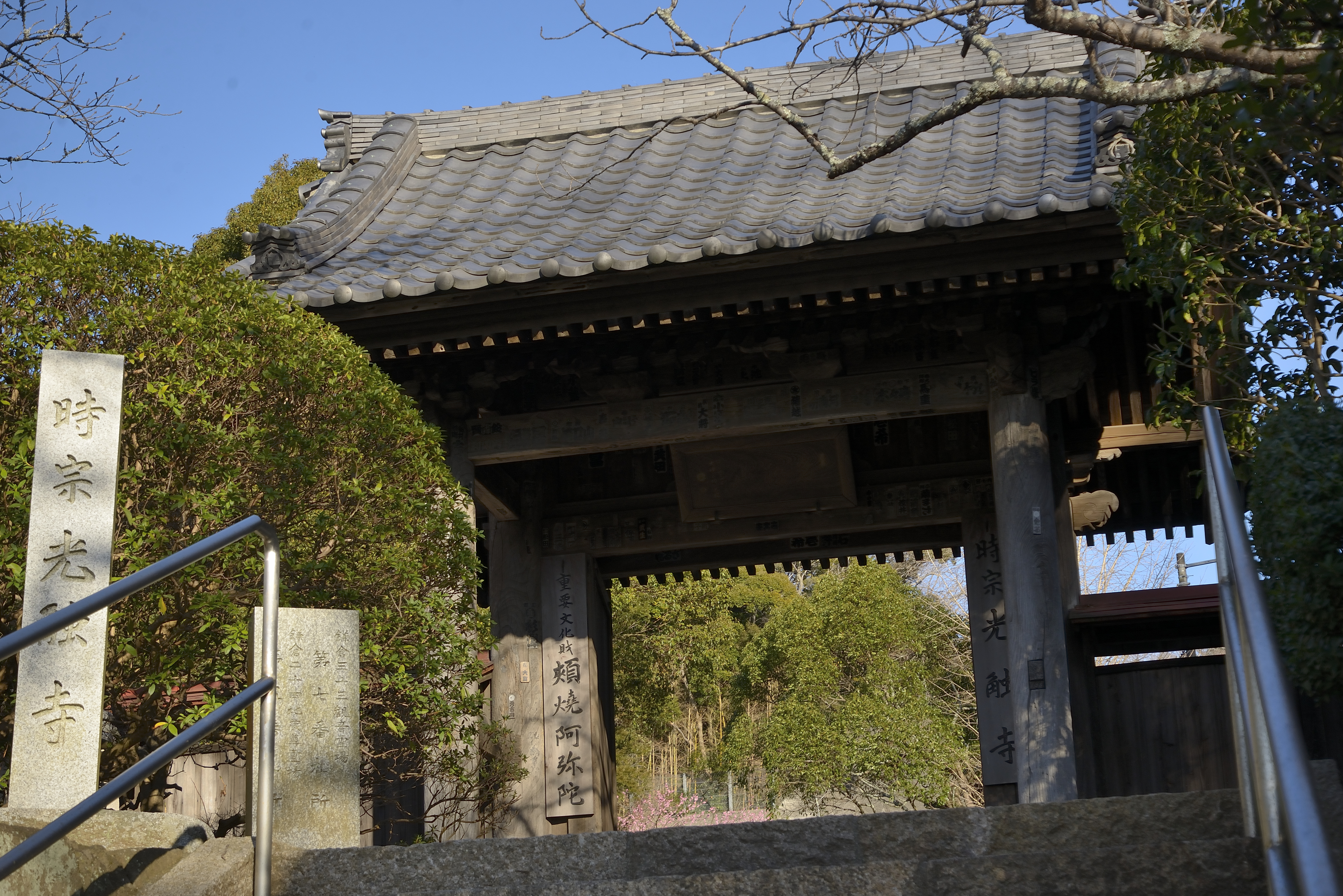
山門

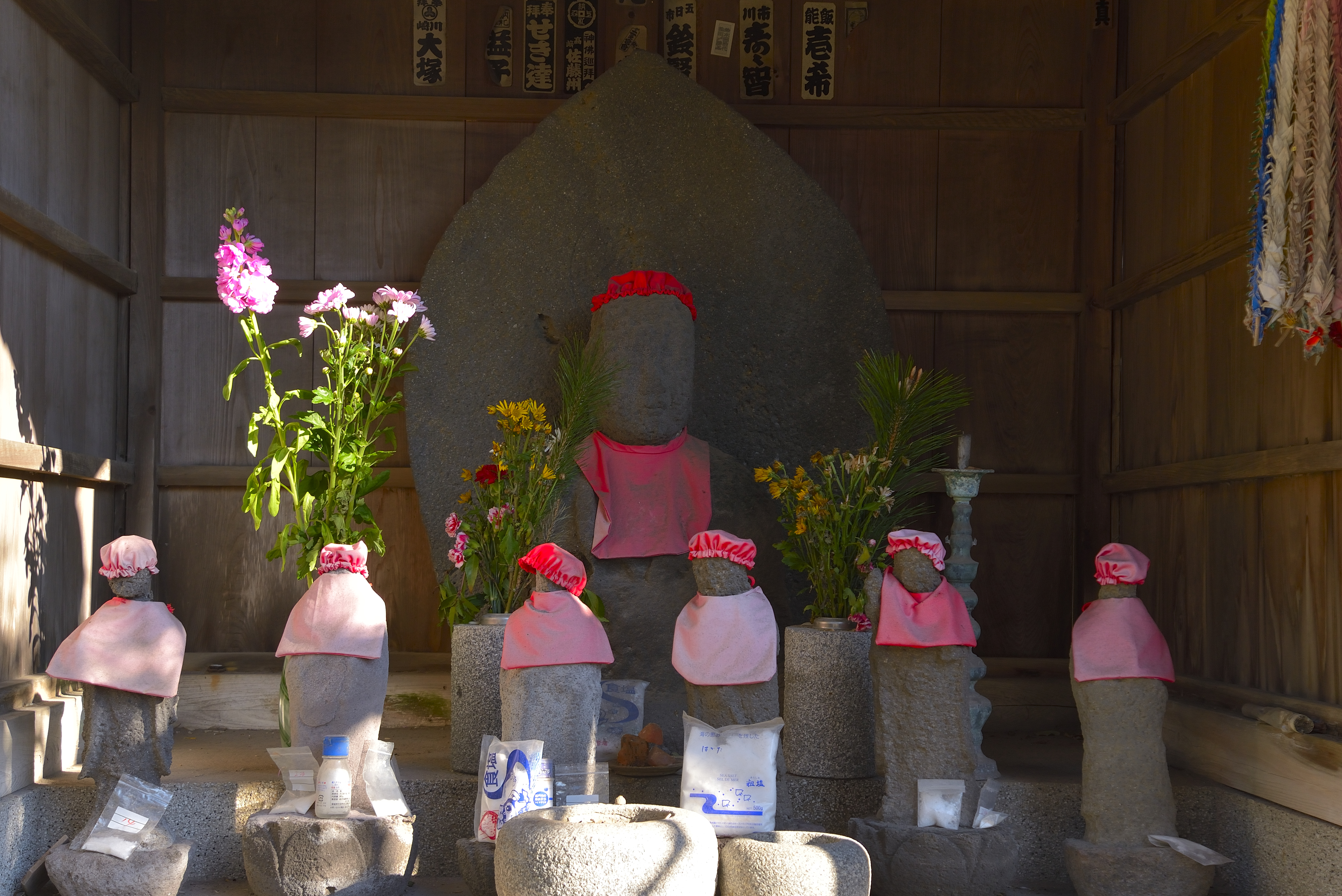
塩嘗地蔵

往時には現存する本堂や庫裏、山門以外に、五坊の塔頭や数軒の境内社を備えた事が、寺蔵の絵図「光触寺境内図」などに伝えられているが、前記の災害などによりいずれも江戸時代までに廃絶している。近隣にある十二所神社は当寺の境内社の一つであったが、天保9年（1838年）に移転した。
本堂には本尊の阿弥陀三尊像のほかに、かつて大慈寺丈六堂の本尊であったという阿弥陀如来の仏頭や、稲荷神像、定朝による平安時代の作と伝わる木造の聖観音菩薩立像（鎌倉三十三観音霊場第7番札所本尊）、後醍醐天皇のものという勅額などが安置されている。本尊阿弥陀三尊像（国の重要文化財）は、衣文の彫法などの点から、縁起に言う運慶作とは認めがたいが、鎌倉時代、13世紀前半の作とみられる。観音菩薩像を快慶、勢至菩薩像を湛慶が拵えたとも伝わる。像を安置した須弥壇は足利持氏の寄進という。
山門は文化年間（1804年 – 1818年）に村民が建てたものとされ、当初は茅葺き屋根であったが1923年（大正12年）に瓦葺に葺き替えられた。また庫裡は、書院が同年の関東大震災で崩れた際、その跡地に移築している。
本堂前の堂に安置された石造の地蔵菩薩像はもと明治初期まで県道側（滑川対岸）にあり、六浦（横浜市金沢区）の塩売りが県道を通る際に商売繁盛を祈願して塩を供えたという。そして帰りに再び立ち寄ると供えた塩が無くなっているので「地蔵菩薩が塩を舐めたのだろう」とする逸話があり、これに由来して像は塩嘗地蔵（しおなめじぞう）と通称されたといわれる。
他方で徳川光圀の『鎌倉日記』には、地蔵像が突如光を放ったので居合わせた塩売りが押し倒して塩を振りかけるとその光が収まった、という逸話がみられる。像は鎌倉二十四地蔵霊場の第5番札所本尊となっている。

## 文化財

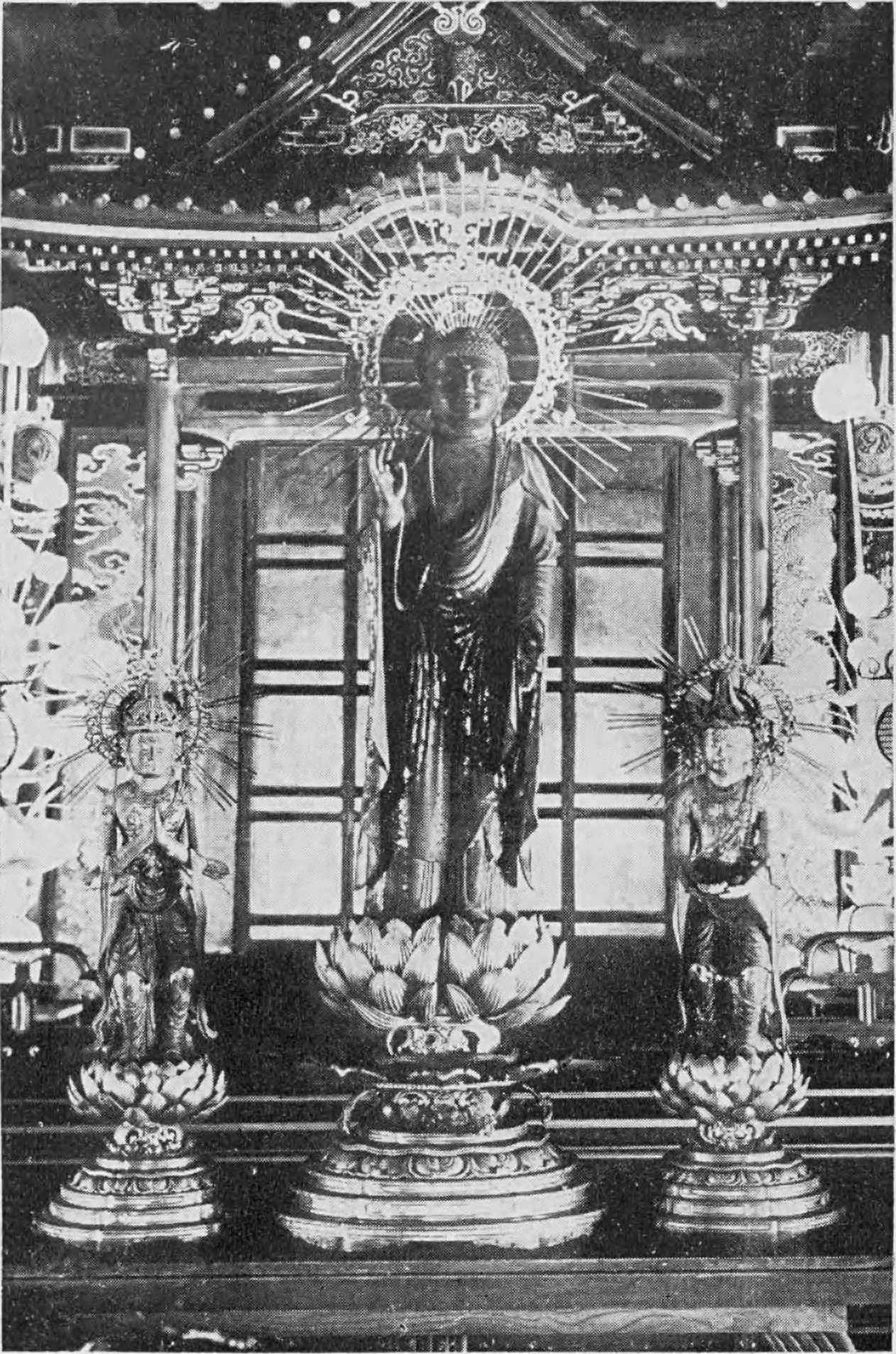
阿弥陀如来及両脇侍立像

### 重要文化財（国指定）
- 木造阿弥陀如来及両脇侍立像 3軀（1925年〈大正14年〉4月24日指定）[20]。
- 紙本淡彩頬焼阿弥陀縁起 2巻（1900年〈明治33年〉4月7日指定）[20]。

### 鎌倉市指定文化財
- 絹本著色阿弥陀三尊像 1幅（1969年〈昭和44年〉10月18日指定）[20]。
- 紙本著色頬焼阿弥陀縁起絵巻模本 2巻（1988年〈昭和63年〉10月12日指定）[21]。

## 所在地情報
所在地
- 神奈川県鎌倉市十二所793

交通
- 鎌倉駅東口より京浜急行バス、鎌倉霊園正門前太刀洗・金沢八景駅行バスに乗り停留所「十二所」下車徒歩約2分

## 前後の札所
鎌倉三十三観音霊場
6 瑞泉寺　--　7 光触寺　--　8 明王院
- ご詠歌：闇の世をてらす仏のみ光に　ふるる人こそ実にぞうれしき

鎌倉二十四地蔵霊場
4 杉本寺　--　5 光触寺　--　6 杉本寺
鎌倉六阿弥陀
5 宝戒寺　--　6 光触寺

## ギャラリー

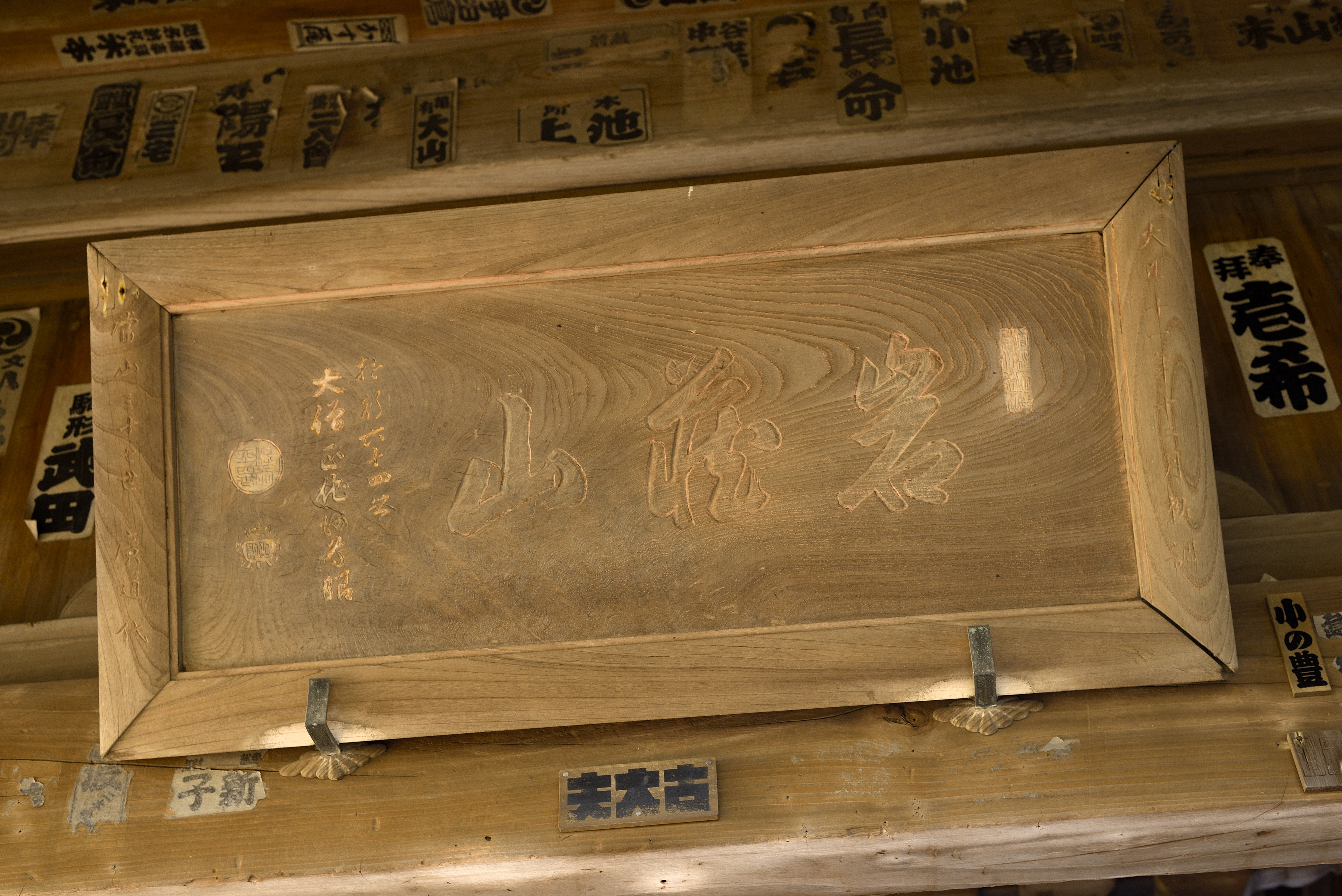
山門に掲げられた扁額 「岩藏山」
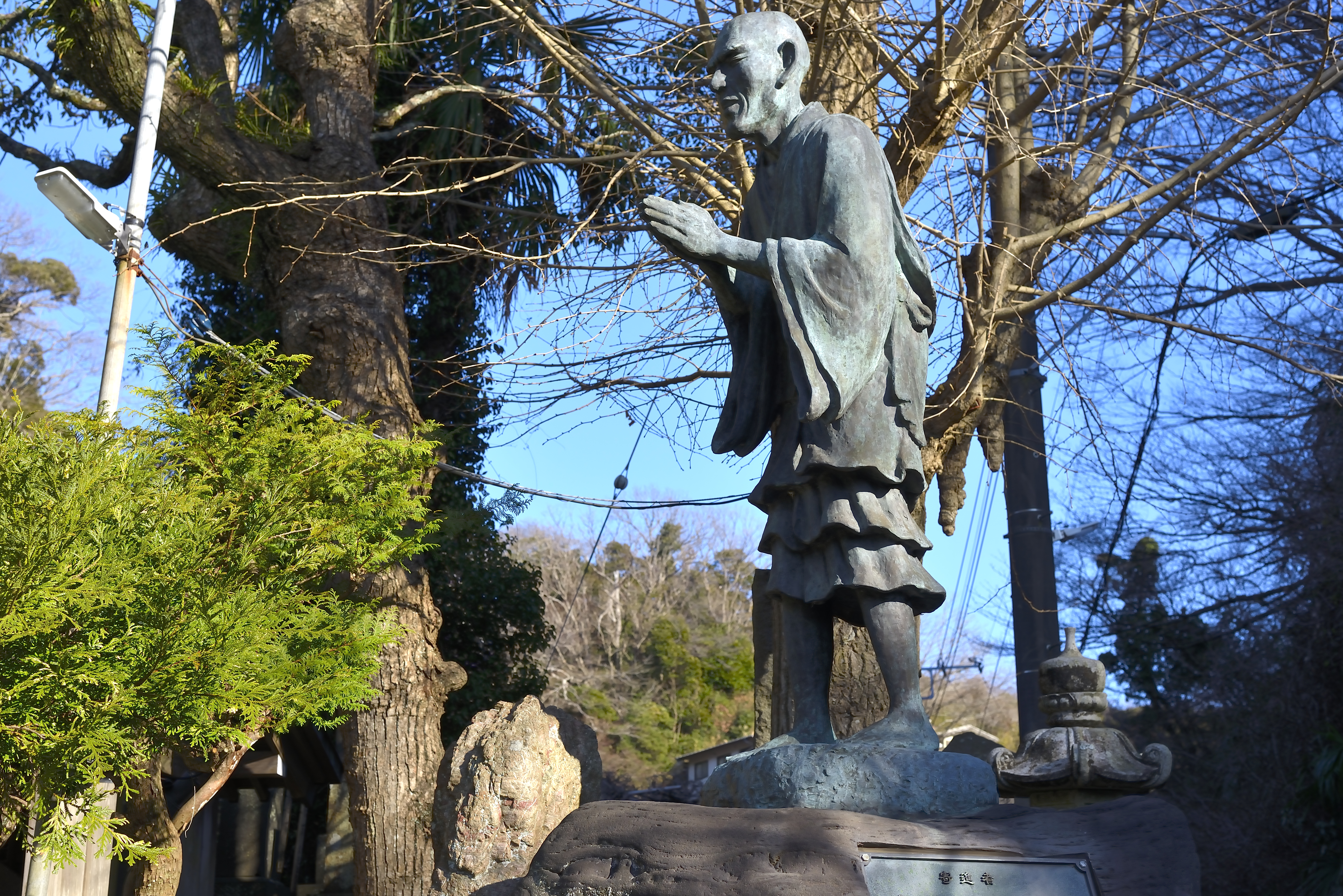
光触寺の一遍上人銅像
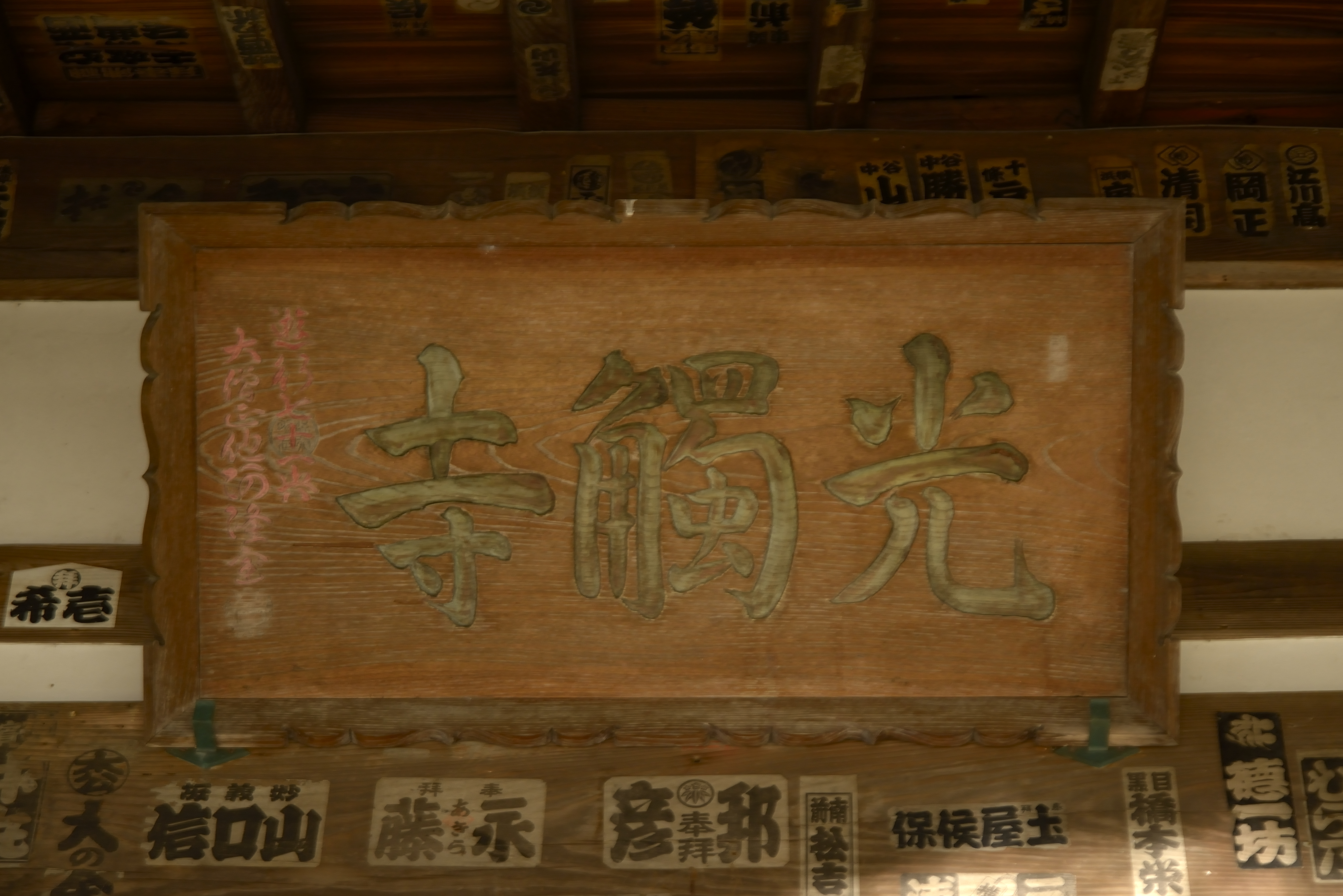
本堂に掲げられた扁額 「光觸寺」
塩嘗地蔵が安置されている堂宇
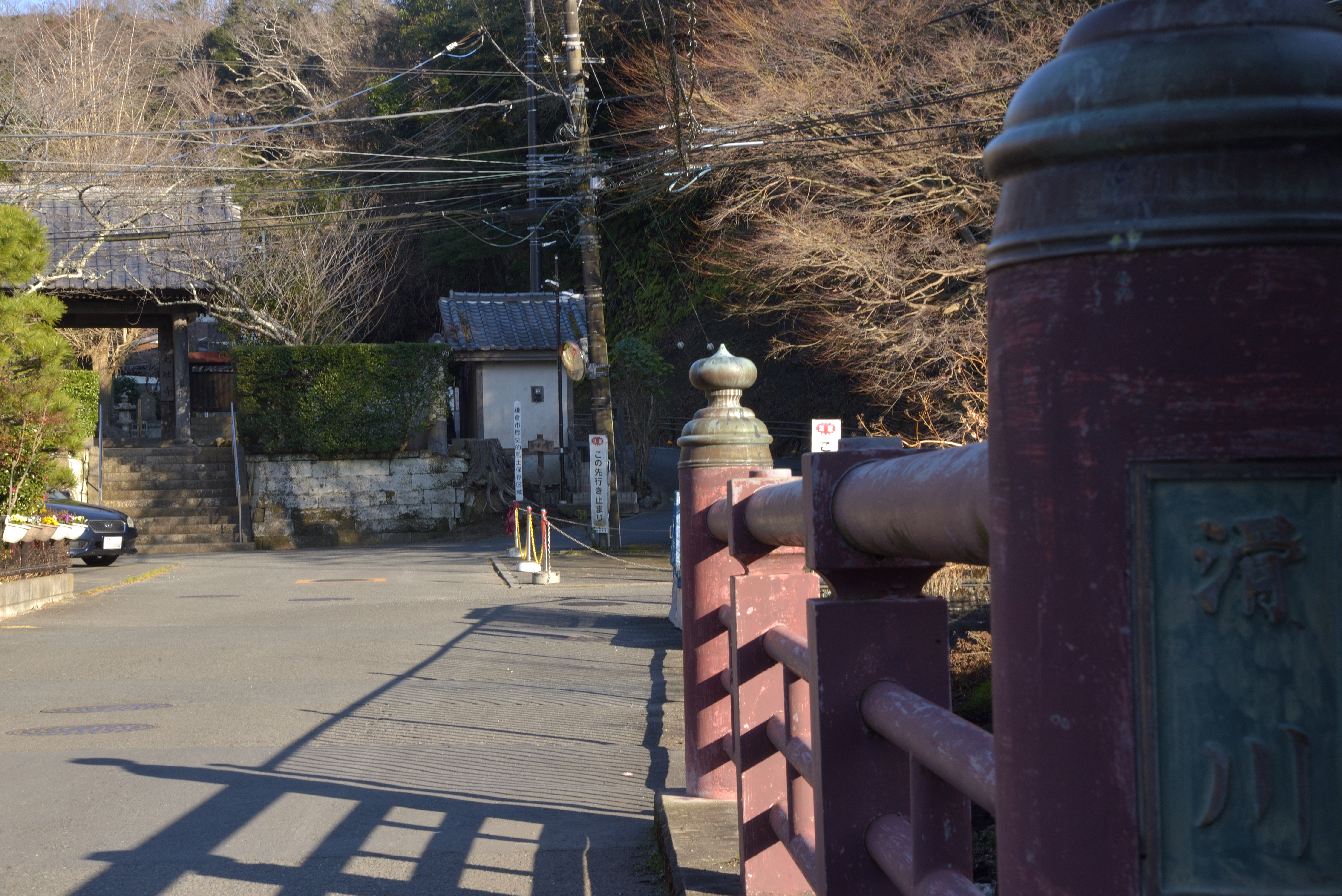
滑川に架かる「光触寺橋」から望む山門